# NGC 1653
NGC 1653 ist eine Elliptische Galaxie vom Hubble-Typ E0 im Sternbild Eridanus am Südsternhimmel. Sie ist schätzungsweise 188 Millionen Lichtjahre von der Milchstraße entfernt und hat einen Durchmesser von etwa 85.000 Lichtjahren.
Im selben Himmelsareal befinden sich u. a. die Galaxien NGC 1654, NGC 1657, NGC 1661.
Das Objekt wurde am 1. Februar 1786 von William Herschel entdeckt.